# Sola gratia
Sola gratia (łac. Tylko łaska, Tylko łaską, Tylko z łaski) – zasada teologiczna oparta na naukach Nowego Testamentu, według której człowiek — z natury grzeszny — może pokonać zło i uzyskać zbawienie nie przez własne zasługi, lecz dzięki łasce, która jest darem od Boga. Jedna z głównych zasad reformacji i teologii ewangelickiej od XVI wieku.
Zasada sola gratia oznacza, że zbawienie przychodzi tylko z łaski Boga jako „niezasłużony dar”, a nie jako nagroda za jakiekolwiek zasługi grzesznika (Ef 2, 8). Zbawienie jest niezasłużonym darem Boga danym człowiekowi poprzez Jezusa Chrystusa. Bóg jest jedynym źródłem łaski, a człowiek w żaden sposób nie może skłonić Boga do dania mu tej łaski lub zwiększenia jej zakresu (Psalm 49, 8-10). Bóg działa sam dla zbawienia człowieka. A więc człowiek nie może zapracować na swoje zbawienie spełniając dobre uczynki, bowiem zbawienie jest Bożym darem, podyktowanym Jego łaską i miłosierdziem. Jedyne co grzeszny człowiek może zrobić – to przyjąć wiarą fakt, że Chrystus przelewając swą krew na Golgocie zapłacił nią za nasze życie wieczne. Usprawiedliwionym oznacza pojednać się z Bogiem. Z tego też względu człowiek, który pojedna się z Bogiem zostaje usprawiedliwionym. Łaska i wiara są darem Boga, który udziela ich bez ograniczeń. Zasada sola gratia jest, i musi być, złączona z zasadą sola fide. Człowiek otrzymuje to usprawiedliwienie z łaski Boga i może to przyjąć tylko dzięki darowi wiary, który jest wzbudzony w sercu człowieka dzięki Duchowi Świętemu.